# Łąki Czerskie
Łąki Czerskie (niem. Rieselwiesen) – kompleks łąkowo-gospodarczy zlokalizowany w województwach pomorskim i kujawsko-pomorskim na obszarze dorzecza dwóch rzek (Brdy i Wdy).  

## Historia
Ogólna powierzchnia "Łąk Czerskich" wynosi 1945,40 ha i obejmuje swoim zasięgiem obszar 5 systemów wodnych. "Łąki Czerskie" powstały w latach 40. XIX wieku na wykarczowanym przez administrację zaboru pruskiego obszarze leśnym Borów Tucholskich. Podstawą systemu nawadniającego jest rozpoczynający się na krańcu sztucznego zbiornika wodnego w okolicach Mylofu Wielki Kanał Brdy. Kompleks łąkowy stanowi jedyną znaczącą zmeliorowaną bazę paszową w tej części Pomorza. 